# Radar de onda continua

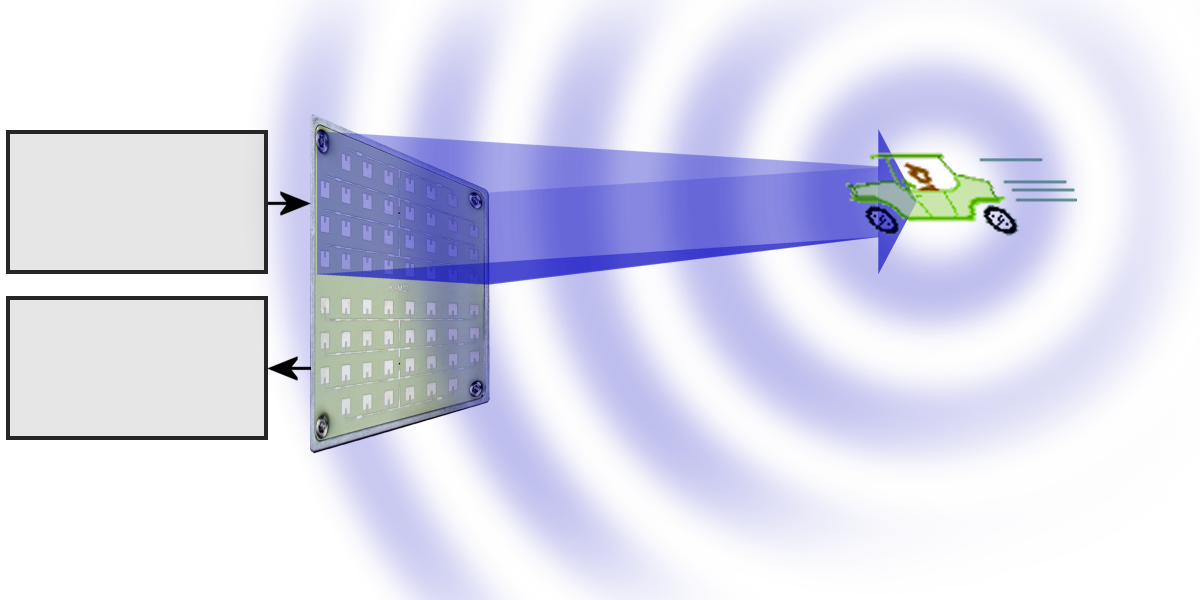
Principio de un radar de onda continua

El radar de Onda Continua (CW del inglés Continuous Wave) es un tipo particular de radar que transmite, y luego recibe, ondas continuas, típicamente del modo sinusoidal. 

En este tipo de radar, la posibilidad de medir la distancia del blanco está ligada a la longitud de la banda, que debe ser bastante amplia; y se aplica a la onda portadora un tipo de marca temporal para permitir obtener información del tiempo de trasmisión y de retorno. Cuanto más rápido sea, mejor será la medición, pero entretanto mayor será la banda, y no siempre es realizable, por eso se opta por un arreglo entre esos parámetros.
El espectro de las transmisiones de CW puede ser modulado sea en frecuencia como en amplitud.
En el primer caso, de frecuencia, se trata de un radar FMCW; donde su frecuencia de transmisión se varía en función del tiempo en cada periodo. Si se supone que la frecuencia de transmisión aumenta linealmente con el tiempo; sea un objeto reflectante que se encuentra a una distancia R, la señal del eco, representada en la figura como una línea de trayectoria, retornará después de un tiempo :{\displaystyle T={{2R} \over {C}}}. 
Si esta señal ingresa en un mezclador heterodino, una parte de la señal de transmisión produce un abatimiento fb; en ausencia de efecto Doppler en la frecuencia, fb (frecuencia de diferencia) representando una medida de la distancia al blanco, y fb=fr, donde fr es el abatimiento debido exclusivamente a la distancia al blanco. 
Si la rapidez de las variaciones de la frecuencia portante es f, la frecuencia de abatimiento será
{\displaystyle f_{r}={f_{0}T}={{f_{0}2R} \over {C}}}
La frecuencia, no puede variar siempre en una única dirección: será necesaria una periodicidad en la modulación, que típicamente es triangular, pero puede también ser en diente de sierra, sinusoidal o de otra forma. 

Si la frecuencia se modula con rapidez fm sobre el intervalo Δf, la frecuencia de abatimiento será:
{\displaystyle f_{r}={{2R2f_{m}\Delta f} \over {C}}}, de lo cual se determina la distancia R del objeto.

Aquí surge un estado considerado en caso en donde un blanco es fijo, pero si fuese móvil, la situación cambia notablemente, porque a la situación de abatimiento se le sobrepondrá un deslizamiento Doppler (o, más correctamente, un efecto Doppler) que podrá causar un error de medición de la distancia: eso será si en el diagrama frecuencia-tiempo de la señal de eco se ubica por lo alto o por lo bajo.
Donde ahora que se encuentra con dos distintas frecuencias de abatimiento fb(up) =fr - fd, y fb(abajo) = fr+fd. 

Se va a distinguir dos casos: sea fr > fd, la semisuma de fb(arriba) y fb(abajo) de fr, mientras la semidiferencia fd; se invierte fr < fd, la regla viene invertida: la semisuma de fd, y la semidiferencia fr.
En este modo se garantiza tanto la medida de la distancia del blanco en movimiento y la distinción de este último respecto de los otros.
Un uso militar de este radar es para "iluminar" blancos, y el misil hace blanco allí en el reflejo; a tan altas velocidades se necesita un retorno fuerte, y se logra con este tipo de radar.